# Бобровокутська сільська рада
Бобровоку́тська сільська́ ра́да — адміністративно-територіальна одиниця та орган місцевого самоврядування в Великоолександрівському районі Херсонської області. Адміністративний центр — село Бобровий Кут.

## Загальні відомості
- Територія ради: 1,446 км²
- Населення ради: 713 особи (станом на 2001 рік)
- Територією ради протікає річка Інгулець

## Населені пункти
Сільській раді були підпорядковані населені пункти:
- с. Бобровий Кут
- с. Заповіт

## Склад ради
Рада складалася з 12 депутатів та голови.
- Голова ради: Лутюк Ігор Іванович
- Секретар ради: Жук Євдокія Василівна

### Керівний склад попередніх скликань
| Прізвище, ім'я, по батькові | Основні відомості                                                 | Дата обрання | Дата звільнення |
| --------------------------- | ----------------------------------------------------------------- | ------------ | --------------- |
| Набок Валерій Іванович      | Сільський голова, 1951 року народження, член Народної партії      | 26.03.2006   | 31.10.2010      |
| Лутюк Ігор Іванович         | Сільський голова, 1966 року народження, освіта вища, безпартійний | 31.10.2010   |                 |

Примітка: таблиця складена за даними сайту Верховної Ради України

### Депутати
За результатами місцевих виборів 2010 року депутатами ради стали:

#### За суб'єктами висування
| Суб'єкт висування                                       | Кількість обраних депутатів | %    |
| ------------------------------------------------------- | --------------------------- | ---- |
| Політична партія Всеукраїнське об'єднання «Батьківщина» | 5                           | 41,7 |
| Партія регіонів                                         | 4                           | 33,3 |
| Комуністична партія України                             | 2                           | 16,7 |
| Соціалістична партія України                            | 1                           | 8,3  |

#### За округами
| № округу                                                | Прізвище, ім'я, по батькові  | Дата визнання обраним | Освіта             | Партійна приналежність                        | Відомості про обраного депутата                                                                 |
| ------------------------------------------------------- | ---------------------------- | --------------------- | ------------------ | --------------------------------------------- | ----------------------------------------------------------------------------------------------- |
| Комуністична партія України                             |                              |                       |                    |                                               |                                                                                                 |
| 3                                                       | Продченко Тетяна Михайлівна  | 01.11.2010            | вища               | член Комуністичної партії України             | Бобровокутська загальноосвітня школа I-III ст., вчитель                                         |
| 10                                                      | Зінчук Сніжана Леонідівна    | 01.11.2010            | вища               | член Комуністичної партії України             | Бобровокутська загальноосвітня школа I-III ст., вчитель                                         |
| Партія регіонів                                         |                              |                       |                    |                                               |                                                                                                 |
| 1                                                       | Шмігельська Ірина Михайлівна | 01.11.2010            | вища               | позапартійна                                  | Бобровокутський дошкільний навчальний заклад, завідувач                                         |
| 2                                                       | Власюк Тетяна Ярославівна    | 01.11.2010            | вища               | член Партії регіонів                          | Бобровокутська загальноосвітня школа I-III ст., вчитель                                         |
| 6                                                       | Кравченко Олексій Опанасович | 01.11.2010            | середня            | позапартійний                                 | пенсіонер                                                                                       |
| 8                                                       | Приходько Надія Зіновіївна   | 01.11.2010            | вища               | позапартійна                                  | Бобровокутська загальноосвітня школа I-III ст., заступник директора з навчально-виховної роботи |
| Політична партія Всеукраїнське об'єднання «Батьківщина» |                              |                       |                    |                                               |                                                                                                 |
| 5                                                       | Жук Євдокія Василівна        | 01.11.2010            | середня спеціальна | позапартійна                                  | Бобровокутська сільська рада, секретар                                                          |
| 7                                                       | Клименко Галина Михайлівна   | 01.11.2010            | середня спеціальна | позапартійна                                  | Бобровокутська сільська рада, касир                                                             |
| 9                                                       | Микитчук Галина Іванівна     | 01.11.2010            | середня спеціальна | позапартійна                                  | TOB «Агро-мастер+», бухгалтер                                                                   |
| 11                                                      | Мальцева Надія Іванівна      | 01.11.2010            | середня            | член Всеукраїнського об'єднання «Батьківщина» | тимчасово не працює                                                                             |
| 12                                                      | Кравець Любов Іванівна       | 01.11.2010            | середня            | член Всеукраїнського об'єднання «Батьківщина» | тимчасово не працює                                                                             |
| Соціалістична партія України                            |                              |                       |                    |                                               |                                                                                                 |
| 4                                                       | Якимчук Наталія Георгіївна   | 01.11.2010            | середня            | член Соціалістичної партії України            | приватний підприємець                                                                           |